# Estación de Rivas-Urbanizaciones
Rivas-Urbanizaciones es una estación de la línea 9 del Metro de Madrid situada bajo en el municipio de Rivas-Vaciamadrid, en la zona noroeste de la ciudad, junto al barrio de Covibar. Dispone de un único andén central. Es la primera estación del tramo gestionado por TFM en la línea 9, cuenta con una única salida al Paseo del Ferrocarril. La estación fue inaugurada el 7 de abril de 1999. Tanto la boca de entrada a la estación como los andenes con iguales a los de la Estación de Arganda del Rey.

## Accesos
Vestíbulo Rivas-Urbanizaciones
- Paseo del Ferrocarril Pº Ferrocarril, 9

## Líneas y conexiones

### Metro
| << cabecera                                       | < estación        | línea | estación >   | cabecera >>     |
| ------------------------------------------------- | ----------------- | ----- | ------------ | --------------- |
| Paco de Lucía Cambio de tren en Puerta de Arganda | Puerta de Arganda |       | Rivas Futura | Arganda del Rey |

### Autobuses

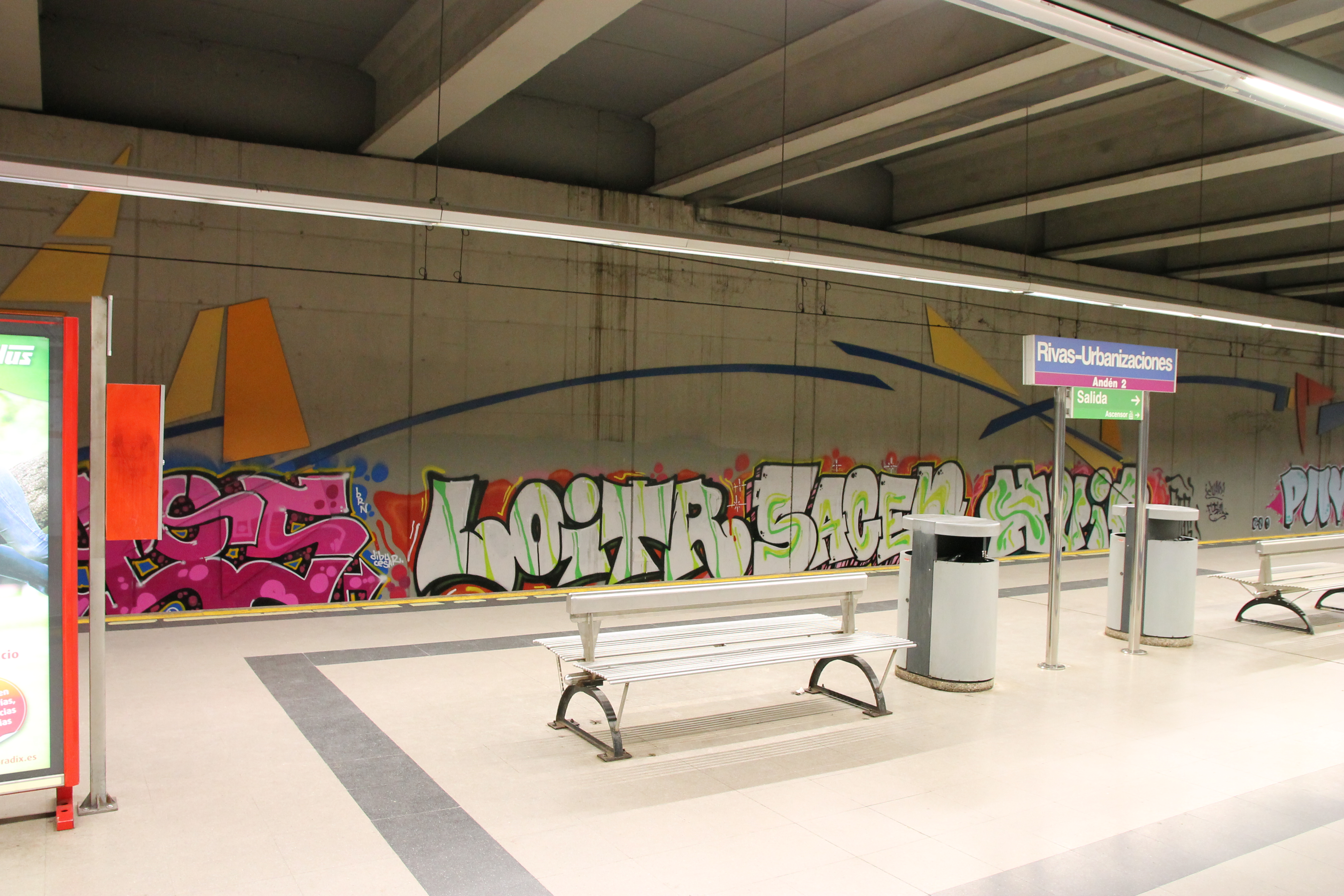
Andén de la estación.

| Diurnos |                   |                                                |                |
| Línea   | Destino           | Parada                                         | Operador       |
| 1       | Barrio de La Luna | 12204 Pº Ferrocarril-Est. Rivas Urbanizaciones | La Veloz, S.A. |
| 1       | Rivas Pueblo      | 16069 Pº Ferrocarril-Est. Rivas Urbanizaciones | La Veloz, S.A. |

| Diurnos |                         |                                                |                |
| Línea   | Destino                 | Parada                                         | Operador       |
| 330     | Morata de Tajuña        | 12204 Pº Ferrocarril-Est. Rivas Urbanizaciones | La Veloz, S.A. |
| 333     | Rivas (Bellavista)      | 12204 Pº Ferrocarril-Est. Rivas Urbanizaciones | La Veloz, S.A. |
| 333     | Madrid (Conde de Casal) | 16069 Pº Ferrocarril-Est. Rivas Urbanizaciones | La Veloz, S.A. |